# Winfield (Kansas)
Winfield város az USA Kansas államában. Lakosainak száma 11 777 fő (2020. április 1.).

## Népesség
A település népességének változása:

| 2010 | 12 301 |
| 2020 | 11 777 |